# Ambassade d'Ouzbékistan en France
L'ambassade d'Ouzbékistan en France est la représentation diplomatique de la république d'Ouzbékistan auprès de la République française. Elle est située 22 rue d'Aguesseau, au croisement avec la rue de Surène, dans le 8e arrondissement de Paris, la capitale du pays. Son ambassadeur est, depuis 2024, Nodir Ganiev. Il représente également l'Ouzbékistan auprès du Portugal.

## Histoire
Avant 1991, l'Ouzbékistan formait la république socialiste soviétique d'Ouzbékistan au sein de l'Union soviétique, laquelle la représentait auprès de la France par le biais de ce qui est devenu l'ambassade de Russie.
À la suite de son indépendance, l'Ouzbékistan a ouvert son ambassade à Paris en 1995. Le président de la République française, François Mitterrand, en avait formé le vœu lors d'une visite officielle à Tachkent, l'année précédente.

## Ambassadeurs d'Ouzbékistan en France
| Photographie | Date de nomination | Date de nomination | Date de remise des lettres de créance | Date de remise des lettres de créance | Ambassadeur                     |
| ------------ | ------------------ | ------------------ | ------------------------------------- | ------------------------------------- | ------------------------------- |
|              | ?                  |                    | 18 janvier 1995                       | [ JORF 1 ]                            | Akmal Kholmatovitch Saidov (ru) |
|              | ?                  |                    | 22 juillet 1997                       | [ JORF 2 ]                            | Tokhirjon Mamajonov             |
|              | ?                  |                    | 4 novembre 2003                       | [ JORF 3 ]                            | Khamdulla Karamatov             |
|              | ?                  |                    | 10 février 2006                       | [ JORF 4 ]                            | Ravshan Alimov                  |
|              | ?                  |                    | 26 janvier 2009                       | [ JORF 5 ]                            | Bahromjon Aloev                 |
|              | ?                  |                    | 26 octobre 2012                       | [ JORF 6 ]                            | Ravshan Usmanov                 |
|              | ?                  |                    | 31 août 2018                          | [ JORF 7 ]                            | Sardor Rustambaev               |
|              | ?                  |                    | 17 septembre 2024                     | [ JORF 8 ]                            | Nodir Ganiev                    |

## Consulats
L'Ouzbékistan ne possède pas d'autre consulat que la section consulaire de l'ambassade à Paris.